# 乳岡古墳
乳岡古墳（ちのおかこふん）は、大阪府堺市堺区石津町2丁に所在する前方後円墳。百舌鳥古墳群を構成する古墳の1つで、国の史跡に指定されている。

## 概要
百舌鳥古墳群内の最も南西部の海岸部に近い標高6m前後の地盤に位置しており、前方部を南西に向けている。昭和初期に、前方部の大半が削平され失われているが、元は全長155ｍある大型の前方後円墳と推測されている。後円部は一部改変されているが、3段に築かれ、直径94ｍ、高さ14ｍの規模で残る。元は周濠を有していたが、現在は埋め立てられている。後円部西部の発掘調査では約30ｍ幅の周濠が確認されている。後円部の墳丘上に、元録16年（1703年）に石津太神社の神宮寺・念佛寺が建立され、「お山の寺」と呼ばれていた。後述の発掘調査後、移転した。墳頂部の平坦面は広く、また石棺の位置からすると本来の墳頂部ではなく、寺の建築時の造成により削られたと考えられる。中心部付近に高まり部分があるが、後円部の最上段の名残と考えられる。
近世の記録『泉州志』によると、前方部の南峯の高さが4間（7.2m）、後円部の北峯の高さが7間（12.6ｍ）と記され、また、野見宿禰、もしくは、乳朝臣の墓と記されている。

## 内部構造と築造時期
1972年（昭和47年）に内部構造の確認のため、後円部で発掘調査が行われており、墳丘には葺石（ふきいし）があり、埴輪が立てられており、後円部中央で粘土で覆われた長持形石棺が確認されている。石棺の特徴としては、蓋石・底石・4辺の側石の6枚の部材で構成され、平らな板石を使用した組み合わせ式である。石材は、これまで硬質な和泉砂岩を用いられていると考えられていたが、板石の表面に残るノミ痕から推測すると、比較的柔らかい石製であると考えられている。蓋石はカマボコ状に膨らみ、蓋石の長さ86ｃｍ、幅75.3ｃｍで、同規模の他古墳から出土した長持形石棺の大きさと比してかなり小型である。そのため墳丘長155ｍの古墳の石棺としては不自然であるため、中心埋葬の石棺ではない、もしくは、長持形石棺の初源形態との考えも一考すべきである。石棺周辺の粘土内から、碧玉製鍬形石3個体、同車輪石18個体、異型1個体などの石製の腕輪類が出土している。また周濠の発掘では、鰭付（ひれつき）埴輪などの少量ではあるが埴輪が出土している。確認のための小規模な調査であったので石棺の内部は調査されず埋め戻された。出土遺物、立地、形状、石棺などから4世紀末頃の築造と考えられ、百舌鳥古墳群では最初期の古墳である。 石棺は埋め戻されているが、車輪石などの腕輪形石製品は堺市博物館で展示されている。

## 規模
古墳の規模は次の通り。
- 墳丘長：155メートル
- 後円部直径：94メートル
- 後円部高さ：14メートル

## 文化財

### 国の史跡
史跡：百舌鳥古墳群を構成する19古墳のうちの一つとして、史跡に指定されている。
- 1974年（昭和49年1月23日）に、乳岡古墳として史跡に指定された[4]。

- 2014年（平成26年）3月18日に、史跡に既指定されている7古墳（いたすけ古墳、長塚古墳、収塚古墳、塚廻古墳、文珠塚古墳、丸保山古墳、乳岡古墳）を統合し、御廟表塚古墳、ドンチャ山古墳、正楽寺山古墳、鏡塚古墳、善右ヱ門山古墳、銭塚古墳、旗塚古墳、寺山南山古墳、七観音古墳、グワショウ坊古墳を追加指定し、名称が百舌鳥古墳群と改められた[5]。
- 2018年（平成30年）10月15日に、御廟山古墳内濠が追加指定された[6]。
- 2019年（平成31年）2月26日に、ニサンザイ古墳内濠が追加指定された[7]。